# Alfred Sabisch (Bildhauer)

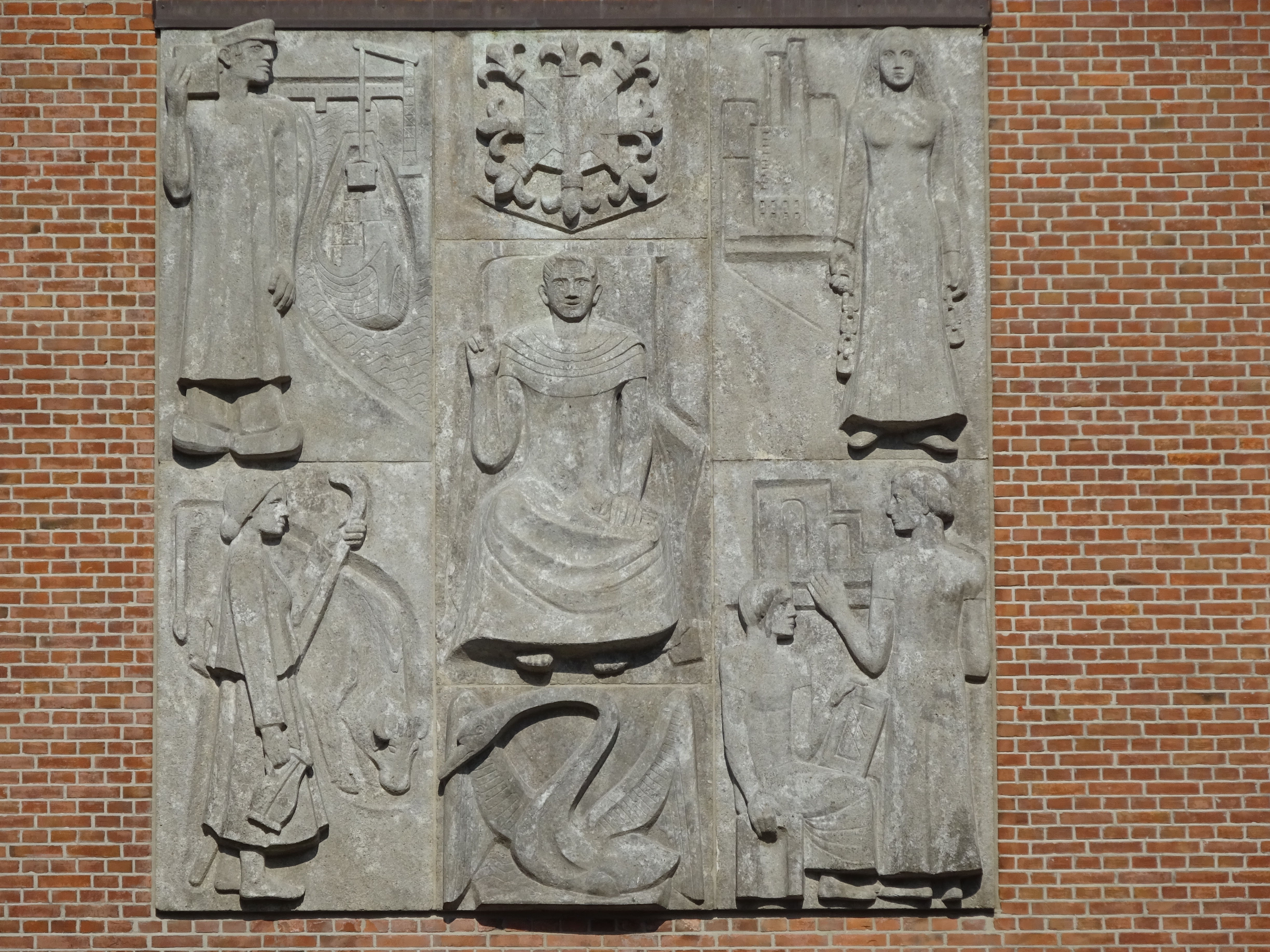
Relief (1951/1952) an der Kreisverwaltung Kleve

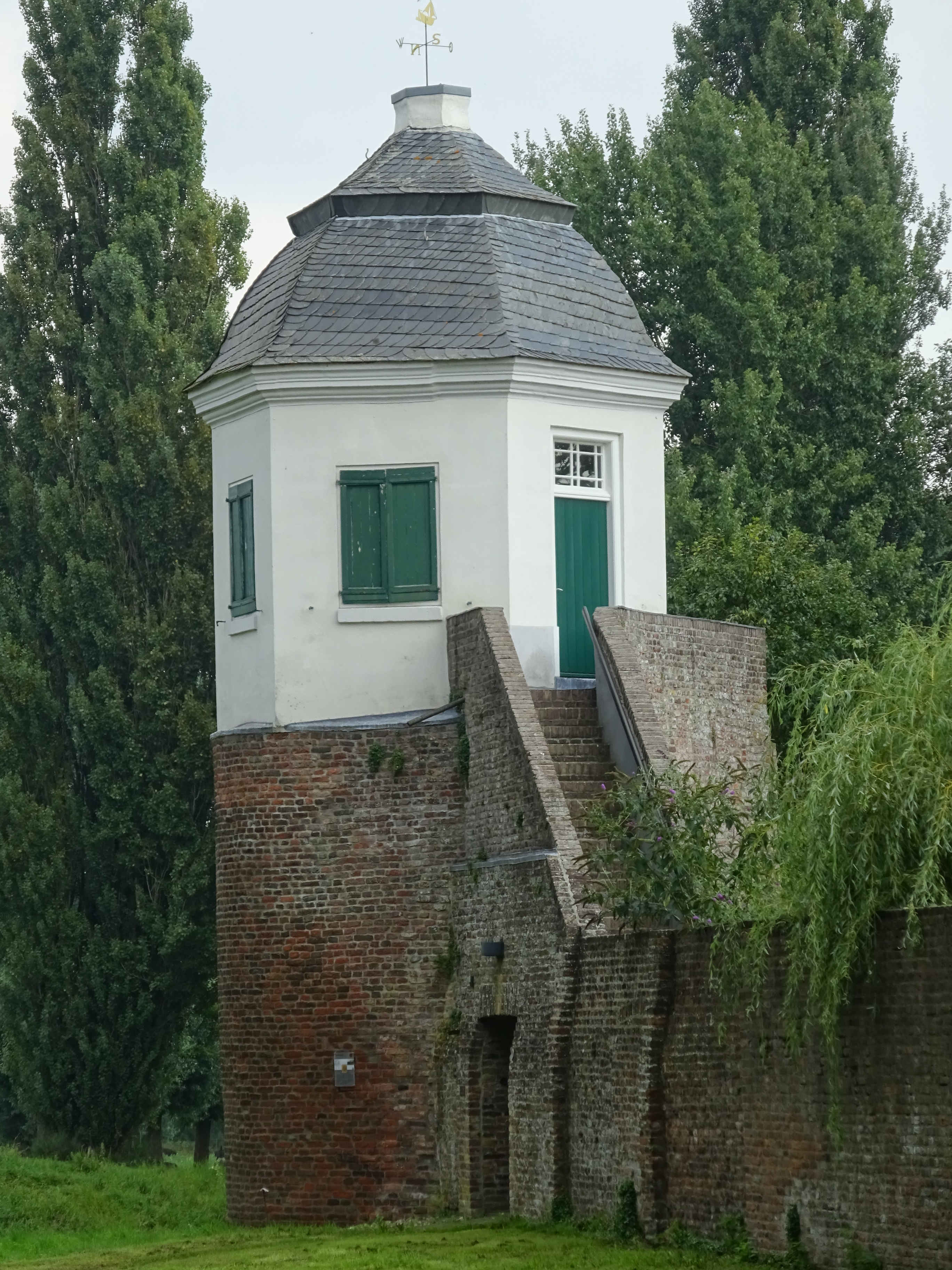
Taubenturm, Kalkar

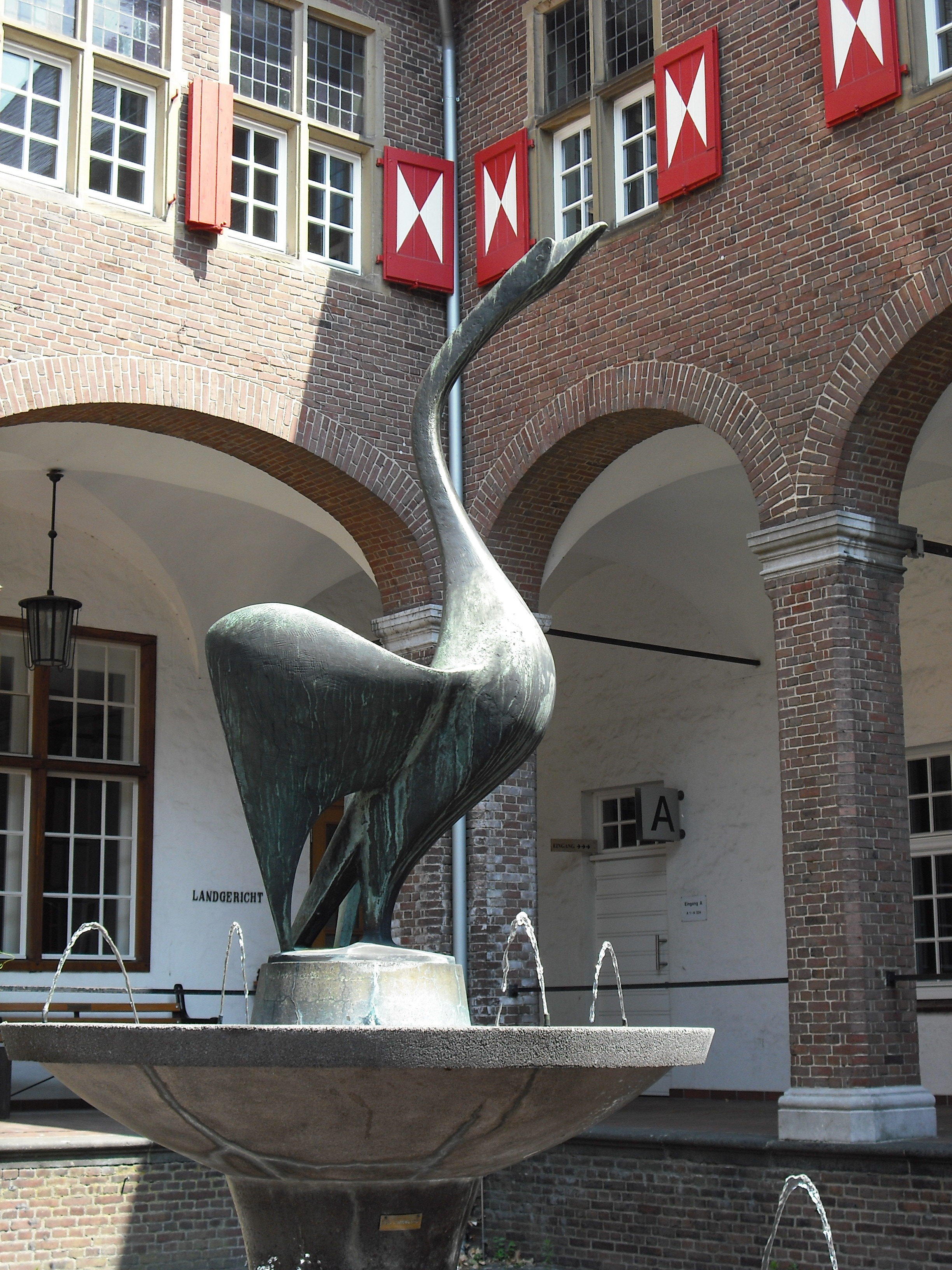
Schwanenbrunnen, Kleve

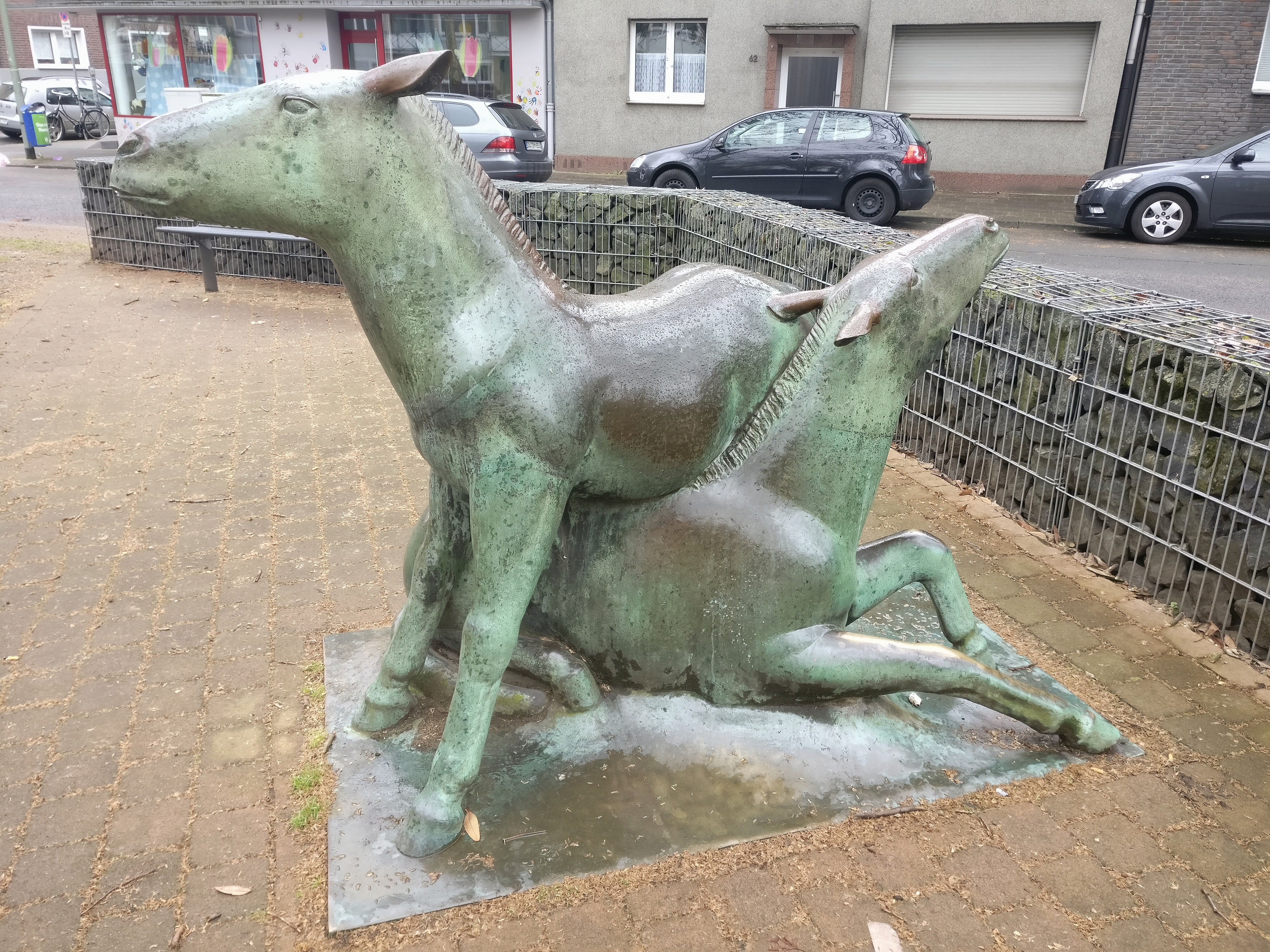
Fohlengruppe, Duisburg

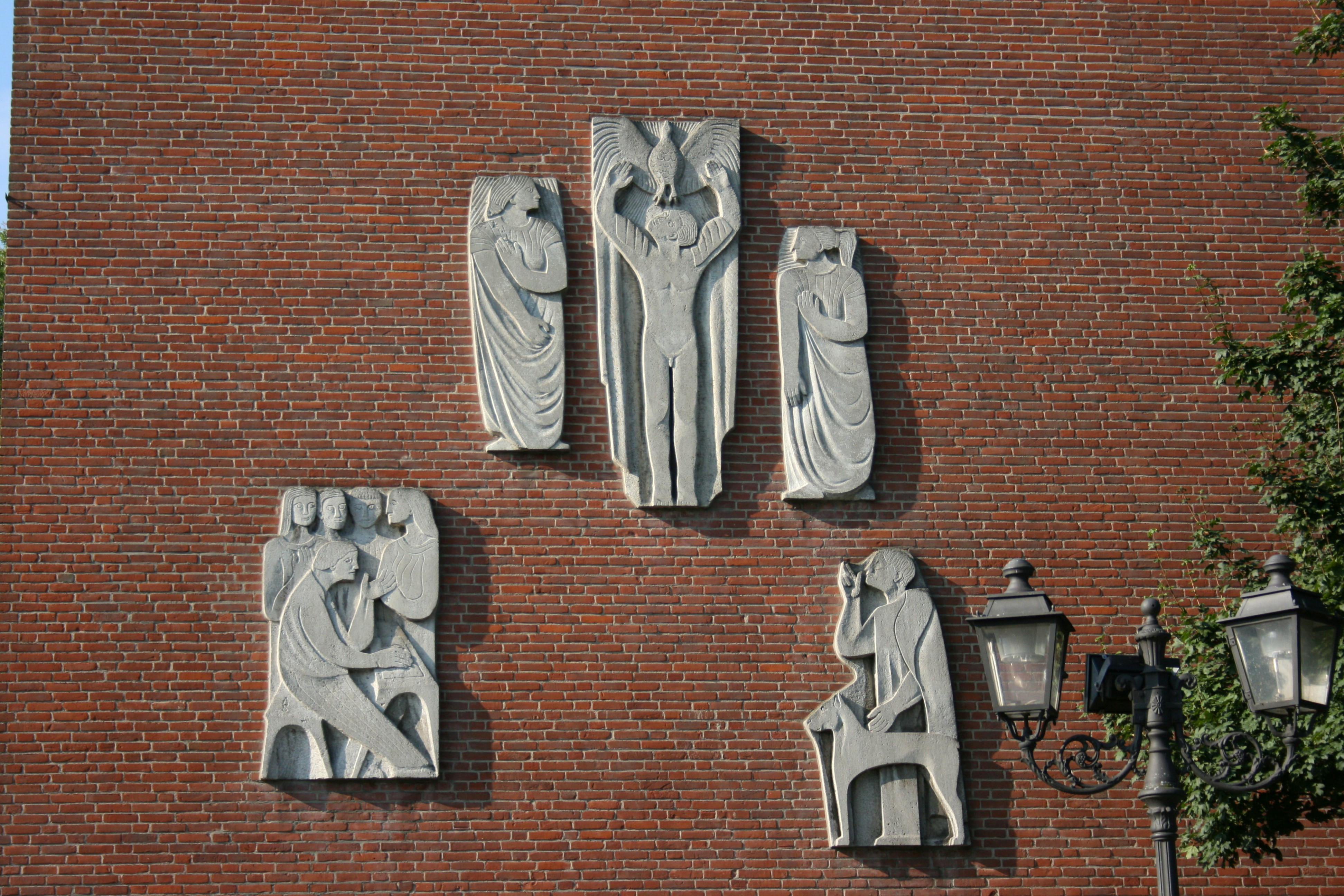
Relief am Rathaus, Uedem

Alfred Sabisch (* 12. Juni 1905 in Deuben, Sachsen; † 3. Juni 1986 in Kalkar) war ein deutscher Bildhauer.

## Leben
Nach einer Lehre als Gold- und Silberschmied studierte Alfred Sabisch zwischen 1922 und 1928 an der Akademie in Leipzig. Seit etwa 1927 trat er mit ersten Arbeiten in Ausstellungen an die Öffentlichkeit und fand rasch viel Anerkennung. Als Förderung der Stadt Leipzig erhielt er 1931 ein sogenanntes „Freiatelier“.
In der Zeit des Nationalsozialismus war Sabisch obligatorisch Mitglied der Reichskammer der bildenden Künste. Sicher belegt ist 1936 seine Teilnahme an der 6. Großen Leipziger Kunstausstellung und 1937 in Mannheim an der Ausstellung Junge deutsche Bildhauer. 1937 zog Sabisch nach drei Jahren in Berlin an den Niederrhein in die Kleinstadt Kalkar. Schon 1935 hatte er Verbindungen zum Duisburger Museum geknüpft. In Duisburg gewann er 1937 mit einer großen Fohlengruppe, die vor dem Hauptbahnhof aufgestellt wurde, einen Wettbewerb. Nach Kalkar, berühmt für sein mittelalterliches Stadtbild und die Altäre in der Sankt Nicolai-Kirche, zogen ihn Ruhe und die Möglichkeit zu konzentriertem Arbeiten. Hier traf er mit den Malern Hermann Teuber und Heinrich Nauen zusammen.
Am nördlichen Ende der Stadt im Haus der Klavierbauerfamilie Neuhaus am Kesseltor fand Sabisch eine Bleibe. Als erstes Atelier diente ihm der benachbarte „Taubenturm“, Teil der mittelalterlichen Stadtmauer.
1945 zurückgekehrt aus 5 Jahren Kriegsdienst und Gefangenschaft engagierte sich Alfred Sabisch bald in der niederrheinischen Künstlergemeinschaft, von 1951 bis 1962 als Präsident des Niederrheinischen Künstlerbundes.
Schüler von Alfred Sabisch sind Peter Theunissen, Rota Blanck und Ludwig Dinnendahl.

## Werk
Seinen künstlerischen Ausdruck fand Alfred Sabisch ungewöhnlich früh und sicher. Ab 1927 war er in der Leipziger Ausstellungsszene präsent. Sein bildhauerisches Werk beginnt mit Tierplastiken, figürlichen Darstellungen und Porträts. Tiere und Akte blieben für ihn auch später bevorzugte Motive.
Als Material verwendete er anfangs den preiswerten Steinguss, dann Holz und Bronzeguss, später auch viele Natursteine, Metalle und andere Stoffe. Goldschmiedelehre und Werkkunstschule sicherten ihm dauerhaftes technisches Können.
Sein Werk als Bildhauer umfasst rund 200 Skulpturen. Im Zuge des Wiederaufbaus erhielt er nach dem Kriege in den 50er und 60er Jahren zahlreiche Aufträge zur Ausstattung öffentlicher Gebäude und Kirchen, insbesondere im Kleverland. Erst in den letzten Jahren musste die oft schwere bildhauerische Arbeit zurücktreten. Sabisch wandte sich verstärkt Holzschnitten und der schon immer gepflegten Malerei zu. Hier verarbeitete er Eindrücke von zahlreichen Reisen, aber auch vom stimmungsreichen Niederrhein.

### Werke am Niederrhein (von Norden nach Süden)
- Emmerich am Rhein: Wappen an der Rheinbrücke, 1963/1964; großes Relief „Befreite Vögel“ im Eingangsbereich von Sankt Adelgundis, 1969
- Kleve: Reliefs am Kreishaus, 1951/1952; Schwanenbrunnen im Innenhof der Schwanenburg, 1953/1954; Klinkerrelief am Hallenbad, 1958, Wappen am Tor der Schwanenburg, 1961, Stadtwappen am Rathaus, 1961
- Hasselt, (Bedburg-Hau): Relief „Stephanussteinigung“ an der Grundschule, 1962
- Wissel, St. Clemens, Tabernakelfront,  1958; sechs Kommunionsbankstützen, 1961, Taube auf Taufsteindeckel, 1962, Vortragekreuz, 1964
- Kalkar: Nikolaus-Figur am St.Nikolaus-Kindergarten, 1965; Grabmäler auf dem Friedhof Kalkar; Werke im Städtischen Museum Kalkar
- Kehrum: Madonna mit Kind, Holz, 1966, St. Hubertuskirche
- Kessel: Altartisch und Sitzbänke, 1966, St. Stephanuskirche
- Louisendorf, Kanzel-Reliefs, 1953; Altartisch, 1965/1966, ursprünglich für Sankt Nicolai in Kalkar
- Goch: Sankt Magdalenen, Taufstein mit Schale und Deckel, 1965, Osterleuchter, 1966
- Hülm (Goch): Taufsteindeckel, 1963, Osterleuchter, 1964, Lesepult, 1968, Marienkirche
- Uedem: Relief am Rathaus, 1957, unauffindbar: Fries ehem. Uedemer Bank am Markt
- Weeze: Relief in der Volksschule, 1958
- Geldern Kapellen an der Fleuth: Großes Kruzifix, 1965, Kruzifix, 1966, Ambo 1966
- Bottrop: Relief „Jüngstes Gericht“ an der Friedhofshalle, 1956
- Duisburg: Figuren am Stadthaus, 1953
- Krefeld: „Der gute Hirte“, Relief in der Grundschule Bismarckstraße, 1956; „Großer Fisch“; Brunnen in der Hauptschule Rote-Kreuz-Straße, 1960
- Velbert: Schlottschmiede-Denkmal, 1962, Friedrich-Karrenberg-Platz
- Düsseldorf: Bronzetüren der Kirche in Unterrath, 1952 (nicht mehr auffindbar)[1]

Ubrige
- Coesfeld: Stehendes Mädchen 1951, Zwei Gänse, 1953, Lambertusschule. Stadtwappen am Rathaus, 1955

## Stimmen zum Werk von Alfred Sabisch
- Professor Dr. jur. Joachim Rückert in einer Würdigung seines Schwiegervaters Alfred Sabisch (Auszüge):

„Bei aller Bewegtheit, Lyrik und Musikalität mancher Arbeiten erhält sich stets eine gewisse Festigkeit und Schwere. Die Porträts sind stark auf Typ und Form reduziert. Die Tierdarstellungen verniedlichen niemals, imitieren nicht bloß realistisch, sondern sind bei aller Innigkeit und Präzision deutlich stilisiert und geformt, bis zur immer entfernteren, aber doch noch verhaltenen Abstraktion in den späteren Arbeiten. Immer wieder wählt Sabisch Harmonisches, Unschuldiges, nicht Häßlich-Gestörtes. Noch die äußerlich größten Arbeiten meiden das Monumentale, meiden jeden Appell an irgendeine Gegenwart oder gar Politik, und heroisieren niemals das stets Sterbliche.“
„So erklären sich wohl auch Erfolge, Duldung und Misserfolge in der nationalsozialistischen Zeit. Die realistischen, harmonisch-idealen Züge seiner Plastiken erlaubten einen Zugang und verboten das Etikett entartet. Aber der „Jüngling“ war zu wenig athletisch und willensbetont, die überlebensgroßen Supermänner fehlen, die Frauen waren unschuldig, versonnen, rein statt erotisierend-süßlich und fruchtbar, vor allem die Tierdarstellungen waren ohnehin zu unpolitisch, wie die Themenwahl überhaupt“.
„Aus der Palette der Kunstrichtungen um 1930 wandte sich Sabisch eher einer Art Neoklassik zu. Seine Akte, die zeitlos heitere Gestaltung, manche archaische Züge, die glatte Oberflächengestaltung, die betont klare, aber nie harte Formgebung und noch die Titel wie Leda, Daphne, Eurydike, Sirene usw. weisen in diese Richtung.“
- Matthias Grass in der Rheinischen Post vom 7. September 2005 zur Holzplastik „Daphne“ von Alfred Sabisch:

„Daphne hat die Arme nach hinten gelegt. Wie zur Ruhe, als wolle sie sie hinter ihrem Kopf verschränken. Nackt, ungeschützt steht sie da, die Rastlose, die Jägerin, die von Amors Pfeil getroffen keine Liebe mehr finden kann und so vor dem ihr nachstellenden Gott Apollon auf der Flucht ist. Endlich hat sie Ruhe gefunden, ihren Vater gebeten, ihr ein anderes Wesen zu geben. Daphne verwandelt sich in einen Lorbeerbaum. In seiner Liebe zu der Nymphe gibt Apollon dem Lorbeer ewiges Grün“.
„Alfred Sabisch schlug seine Daphne 1963 in helles, rötliches Birnbaumholz. Zwar sind die Spuren des Beitels erkennbar, doch fasziniert auch hier, wie bei vielen anderen Werken des Kalkarers, die wunderbar bearbeitete Oberfläche. Sabischs Daphne hat sich gegen einen Baum gelehnt, die Arme nach hinten, blickt zufrieden gerade heraus. Die Haut ihrer linken Körperhälfte ist noch glatt, doch rechts bilden sich sanft ihre Rundungen betonende Furchen: Wie ein Gewand legt sich die Rinde des Baums über den Körper der Frau. Im Moment der Verwandlung hat Sabisch die Schöne festgehalten.“

## Ausstellungen
Sabisch war Mitglied mehrere Künstlerbünde und nahm Teil an zahlreiche Gruppenausstellungen. Das Städtische Museum in Kalkar zeigte 2022 eine Übersichtsausstellung seiner Werke.